# 当你老了
《当你老了》是一首中文民谣歌曲，词曲作者趙照（独立音乐人），2012年创作。
歌词翻译并改编自爱尔兰诗人威廉·勃特勒·叶芝诗作《When You Are Old》。2012年8月，赵照的《当你老了》单曲MV在中国全国首发。2014年，赵照携《当你老了》登上央视《中国好歌曲》舞台。2015年，莫文蔚和李健分别在央视春晚和《我是歌手》上翻唱了《当你老了》，歌曲进一步被大众熟知。2016年，成為QQ音乐巅峰盛典年度十大熱歌金曲。

## 翻唱
- 2015年中国中央电视台春节联欢晚会，莫文蔚[8]
- 《我是歌手》第三季淘汰赛，李健
- 张杰2017“我想”世界巡演悉尼站，张杰[9][10]
- 《大雨还在下》专辑，高夫[5]

## 使用
- 2015年中国电视剧《太阳花》（原名《嘿，老头》）片尾曲[11][12]